# Wupper und Wupperhänge südlich Müngsten
Das Naturschutzgebiet Wupper und Wupperhänge südlich Müngsten liegt auf dem Gebiet der kreisfreien Stadt Remscheid in Nordrhein-Westfalen. Das Gebiet erstreckt sich südwestlich der Kernstadt von Remscheid und südwestlich von Güldenwerth, einem Wohnplatz in der Stadt Remscheid. Am westlichen Rand des Gebietes fließt die Wupper, am nordwestlichen Rand verläuft die B 229 und östlich die Landesstraße L 157.

## Beschreibung
Das etwa 144,3 ha große Gebiet wurde im Jahr 2003 unter der Schlüsselnummer RS-019 unter Naturschutz gestellt.
Das Informationssystem des Landesamtes für Natur, Umwelt und Verbraucherschutz in NRW beschreibt das Gebiet als

„2,8 km langer, west- bis nordwest-exponierter, 30 - 60 Grad steiler Talhang der Wupper mit geschlossener Laubwalddecke, 7 überwiegend naturnahen Quellsiefen und einer Reihe von Felskuppen, -nasen und -wänden. Bahndamm und die Müngstener Eisenbahnbrücke queren das Gebiet.
Die schmalen, rasch fließenden Bäche mit anspruchsvoller Quellbachfauna entspringen im Wald (z. T. gut ausgebildete Milzkraut- und Winkelseggen- Quellfluren), durchfließen meist sehr steile, tief eingeschnittene Kerbtälchen und münden nach 250 bis 1000 m, teilweise als Sturzbäche in die Wupper. Mündungsnah sind an einigen Bächen bis 3 m hohe Kaskaden über mit Wassermoosen bewachsene Felsabstürze ausgebildet (Ohlsiepen und Reinshagener Bach). Im Übrigen handelt es sich um kiesig-schottrige Betten mit moosbewachsenen Grobschottern und Felsen. Streckenweise enthält der Hang anstehende Felsplatten mit Treppen oder Felsrinnen und kleinen Kaskaden und bachbegleitende Quellfluren. Seltener sind schwache Mäanderbildungen. Der Schildsiepen-Oberlauf ist streckenweise infolge hydraulischer Belastung stark eingetieft und am Fuß des Bahndammes begradigt.
5 - 10 m schmale Sohlen einiger Talstrecken des Schildsiepen, Schildbuschbaches und Reinshagener Baches sind überwiegend mit Laubholzstangenforsten (Bergahorn, Esche, Erle, Pappel), seltener mit Fichten- oder Lärchenforsten bestockt. In steilen Kerbtälern reichen meist alte Eichen-Hainbuchen- oder Buchen-Eichenwälder bis ans Ufer. Flachgründige Bergrücken mit Felsgraten und -nasen aus Tonschiefer und Kuppen mit anstehenden Felsblöcken zwischen den Tälern sind mit armem Birken-Eichenwald, Birkenbuschwald oder Buchen-Eichen-Hallenwald bestockt. Hier besteht die flächendeckende Krautschicht aus Drahtschmiele, Heidelbeere, Salbei-Gamander und Hainsimsen. Entlang der Wupper dominieren gut ausgebildete, teilweise sehr alte Eichen-Hainbuchenwälder mit anspruchsvoller Strauch- und Krautschicht. Westlich Reinshagen herrschen struktur-, strauch- und krautarme, durch dichtes Wegenetz charakterisierte Buchenwälder vor. Eingestreut liegen kleinere Fichten-, Lärchen- und Buchen-Mischwaldparzellen sowie ein Kinder- und Jugendheim mit parkartiger Grünanlage bei Reinshagen. Die Wupper mit Steilufern, lokalen Schotterbänken und einigen Inseln ist die West-Grenze des Gebietes und der Stadt Remscheid und besitzt im Abschnitt des BK die Gewässergüte 2-3. Erst in den Uferbereichen und zunehmend auch in den Hangwaldbereichen durch Neophyten (Drüsiges Springkraut, Japan-Flügelknöterich u.a.) überprägt. Die bei Schildsiepen gelegene schmale Feuchtwiesen mit Schlangen-Knöterich fiel brach, bildete zunächst eine Mädesüßfluren aus um anschließend durch Neophyten (Drüsiges Springkraut, Japanknöterich) zunehmend dominiert zu werden. Seit 2010 wird die Feuchtwiese extensiv mit Robustrindern beweidet. Das Gebiet setzt sich nach Süden fort bis zur südlich des Ohlsiepen gelegenen Stadtgrenze zu Solingen hin.“

## Bedeutung
Schutzziele sind 	
- die Erhaltung, Optimierung und Wiederherstellung naturnaher Laubwälder, naturnaher Quellbäche, Quellen, anstehender Felspartien, trockenwarmer Standorte und feuchter Hochstaudenfluren,
- die Erhaltung der Lebensräume von gemeinschaftlichen Interesse nach FFH-Richtlinie: Wupper als Fließgewässer mit Unterwasservegetation (FFH-Lebensraumtyp 3260) und Hainsimsen-Buchenwäldern (FFH-Lebensraumtyp 9110),
- die Erhaltung der Arten von gemeinschaftlichem Interesse nach FFH- oder Vogelschutzrichtlinie,
- die Erhaltung und Entwicklung eines weitgehend naturnahen Mittelgebirgsflusses und
- die Sicherung dieses Fließgewässersystem als Lebensraum für gefährdete Fisch- und Vogelarten, insbesondere Groppe, Fluss- und Bachneunauge sowie Eisvogel und der Erhalt der Durchgängigkeit der Fließgewässer zur Sicherung der Biotopverbundfunktion.[4]

Die Kartierung des Naturschutzgebietes ergab eine Vielzahl von hier lebenden seltenen bzw. gefährdeten Tierarten:

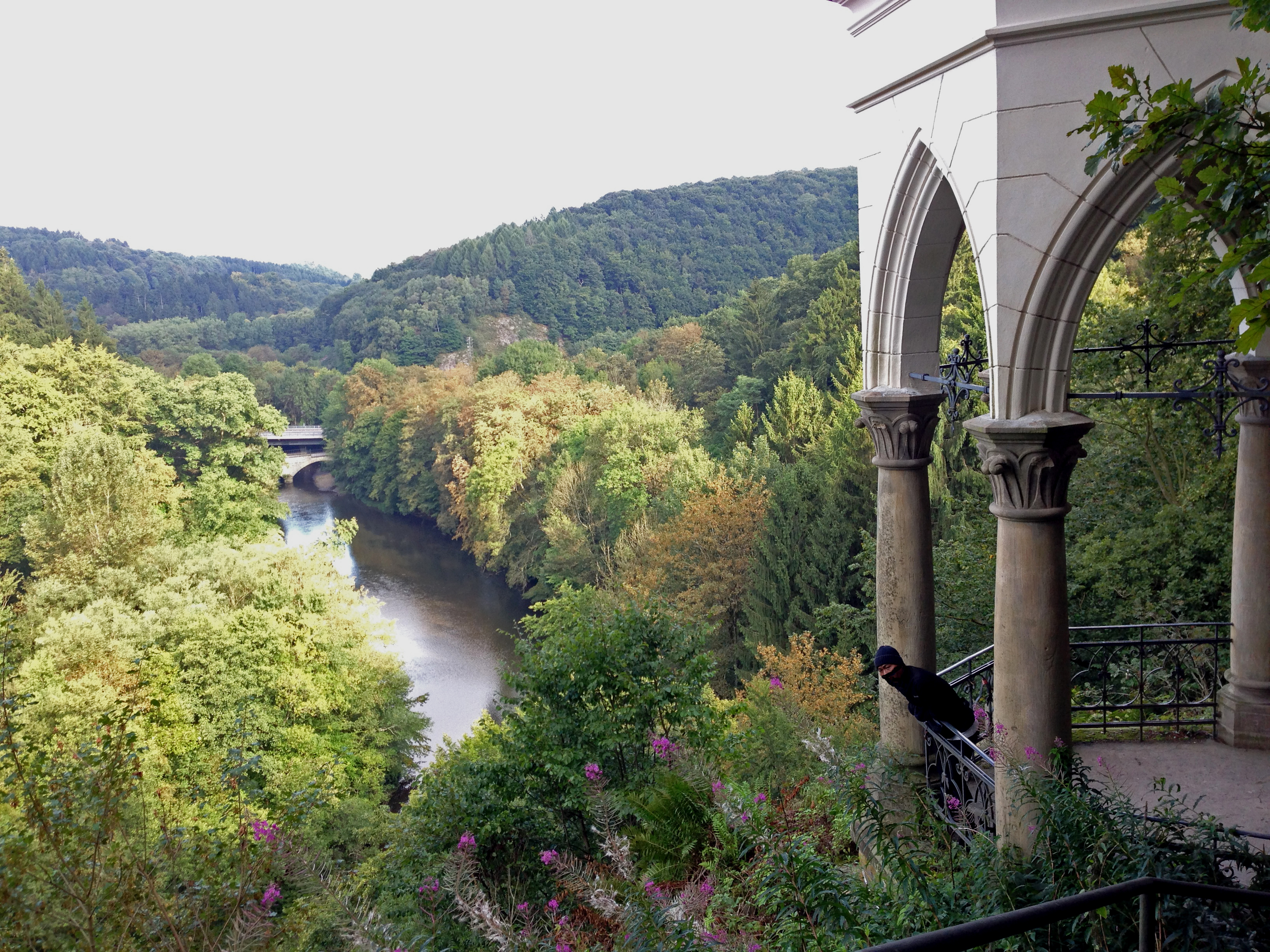
Blick vom Diederichstempel bei Müngsten ins Tal der Wupper
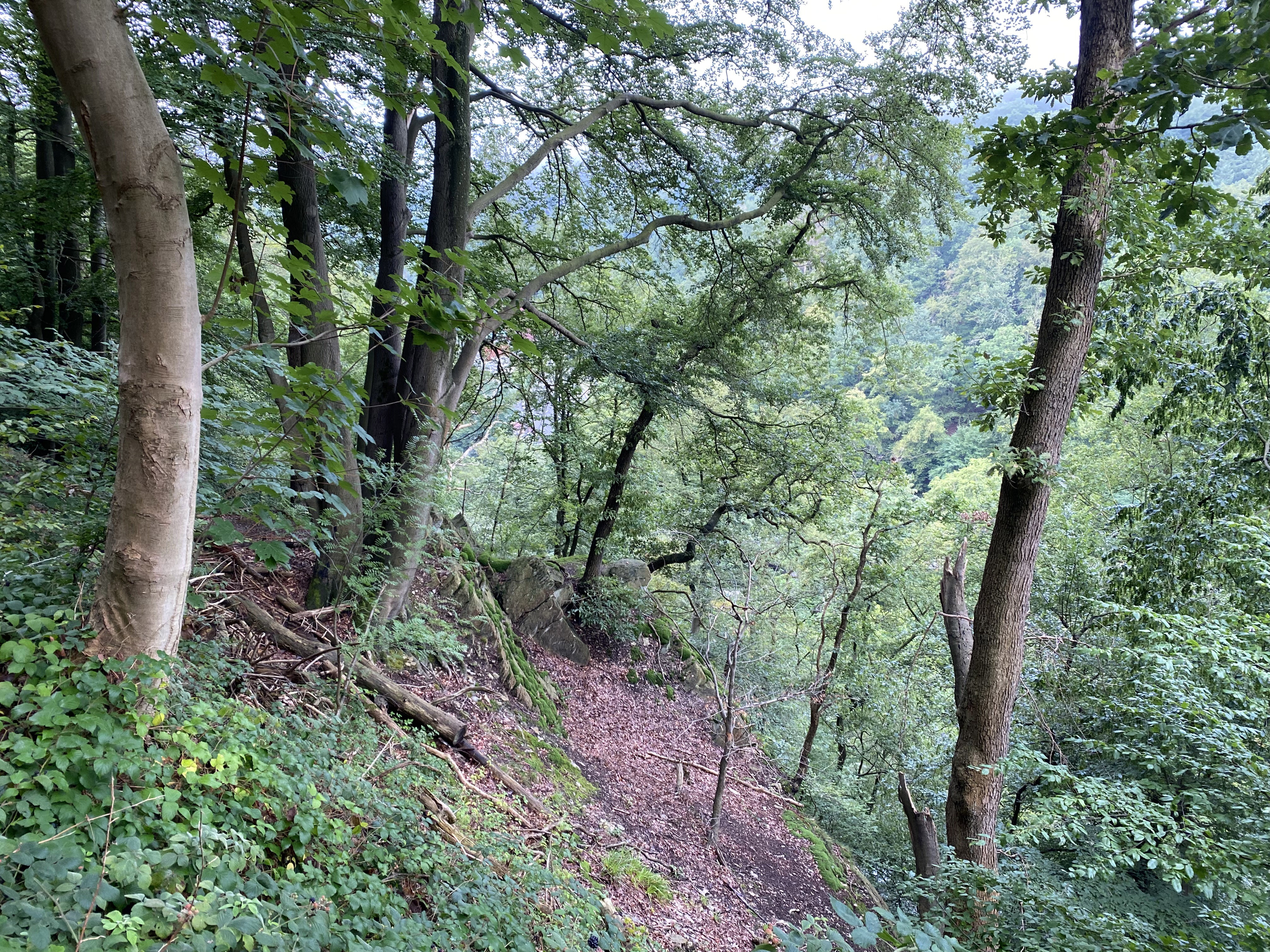
Felsiger Steilhang nahe Müngsten
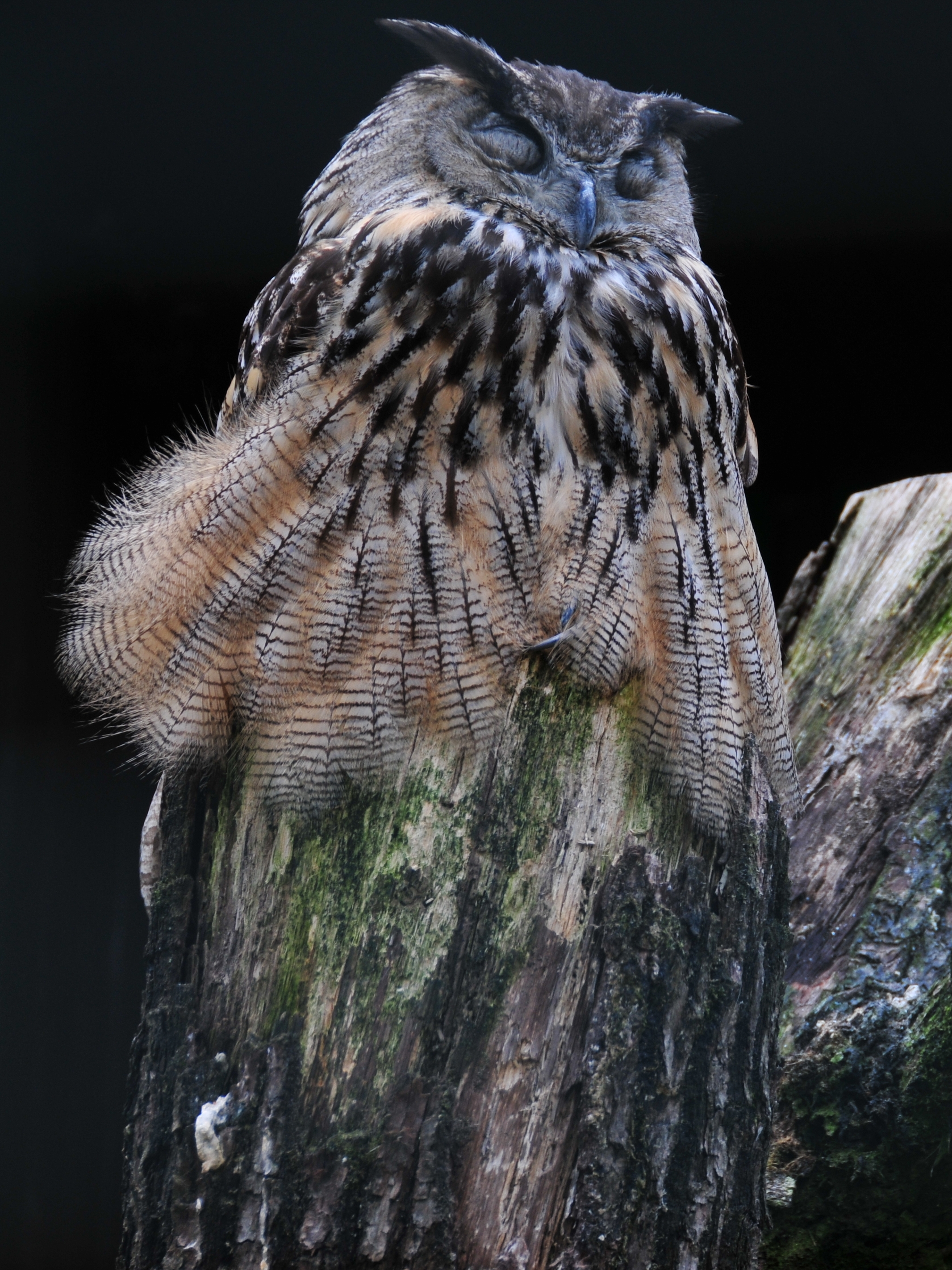
Uhu ist wieder heimisch in den Felsabstürzen über der Wupper
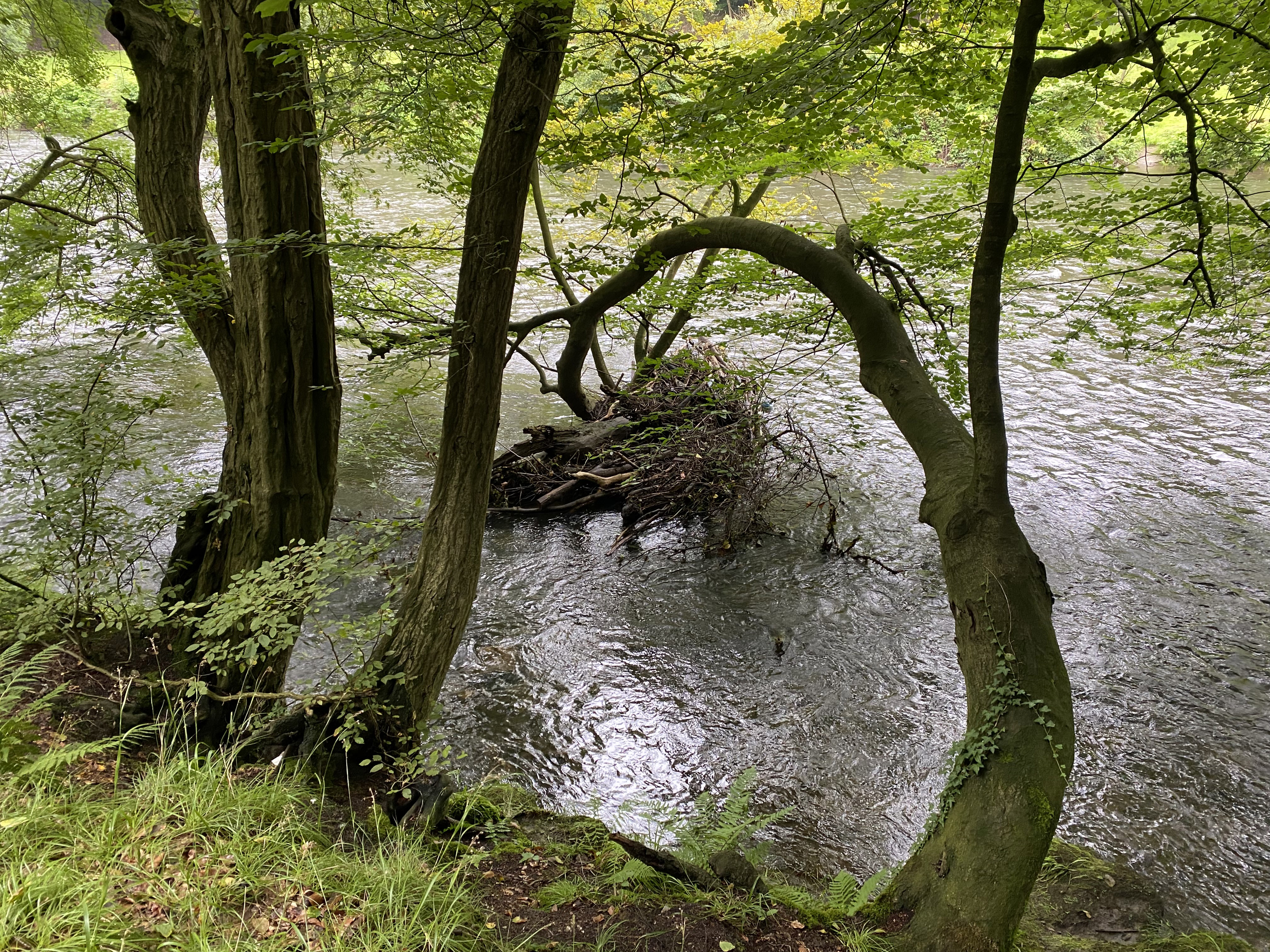
Teibgut sammelnde Bäume am Wupperufer
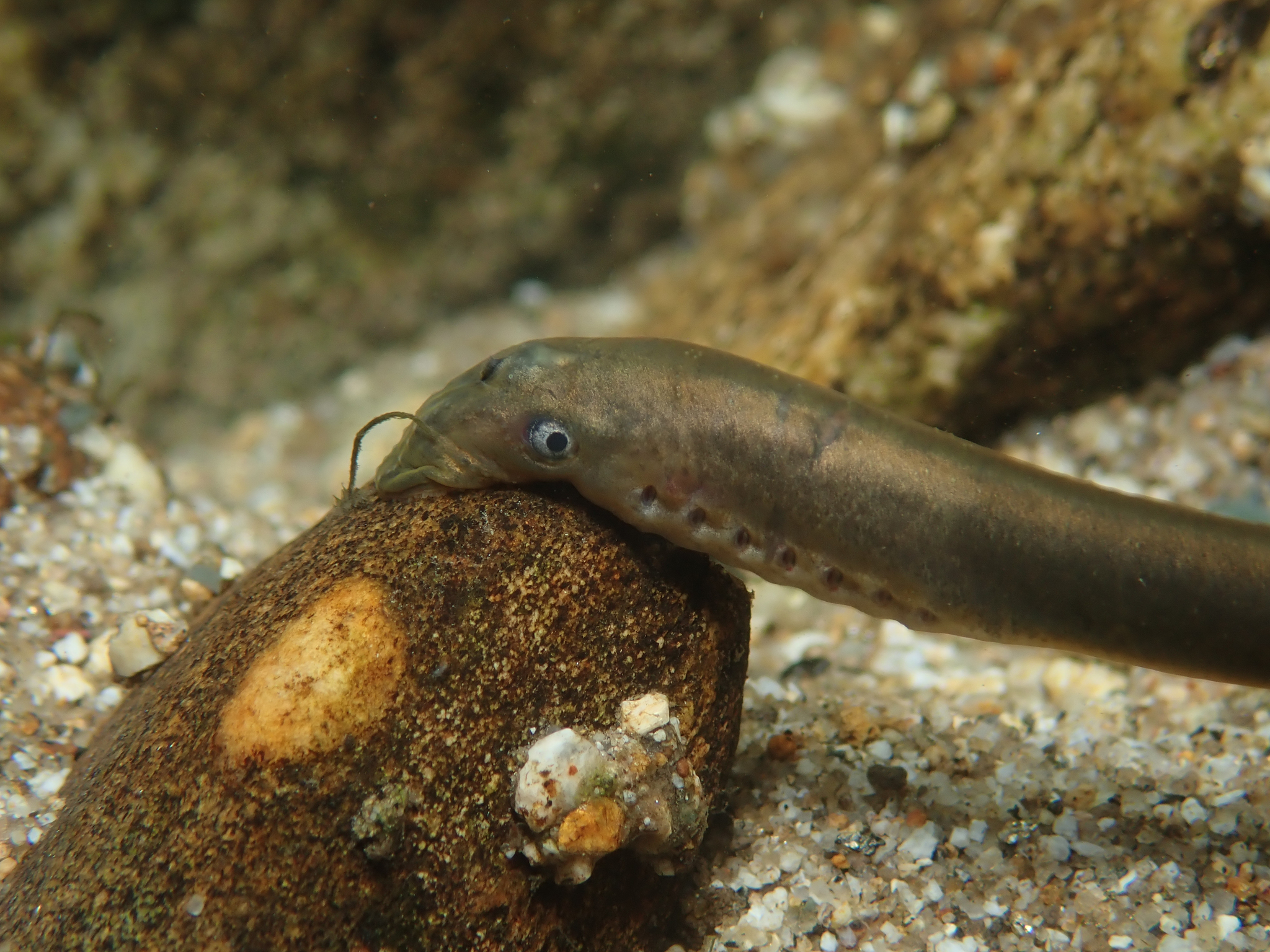
Bachneunauge (Lampetra planeri)
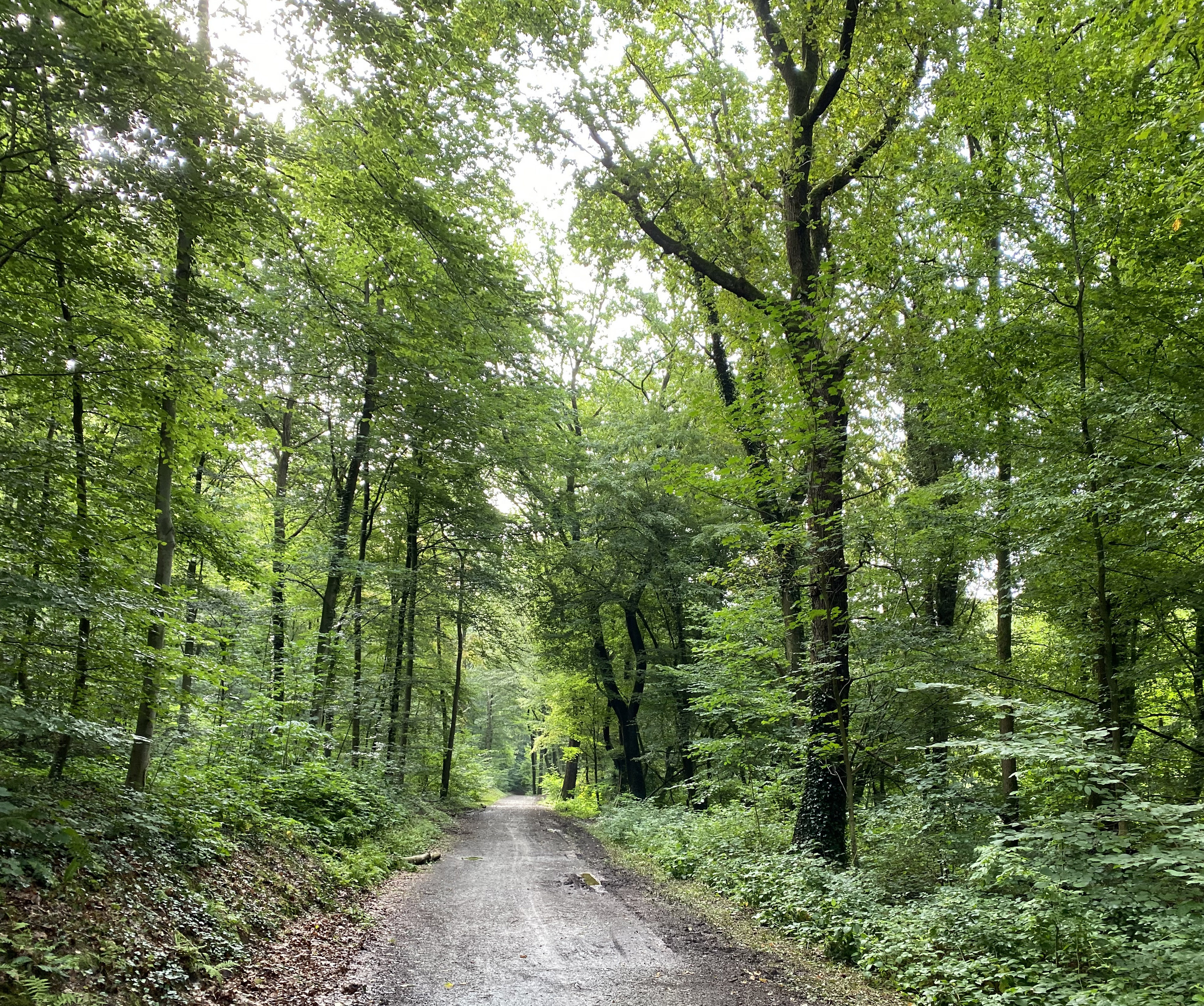
Wanderweg durch Buchenwald
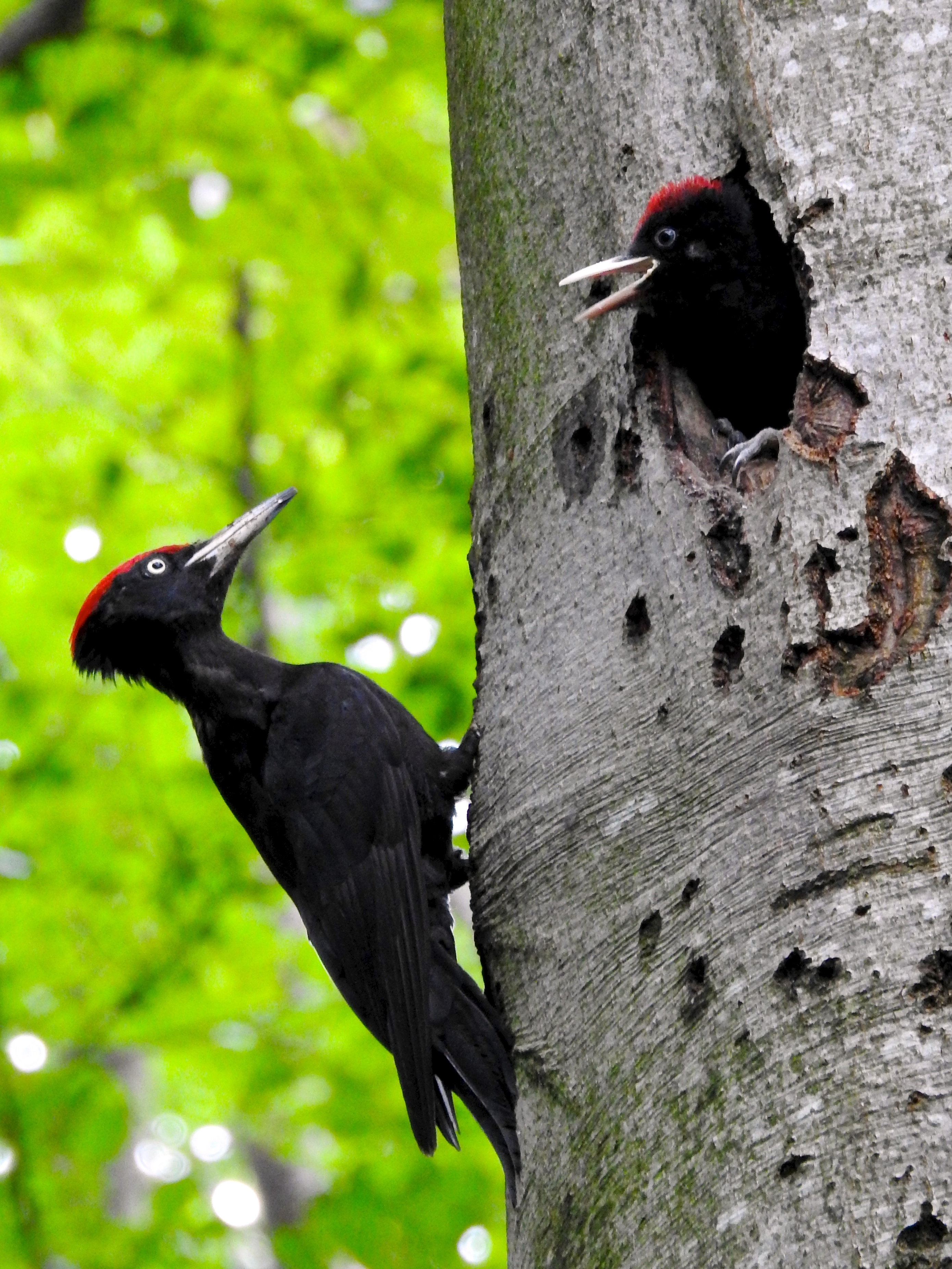
Schwarzspecht (Dryocopus martius)
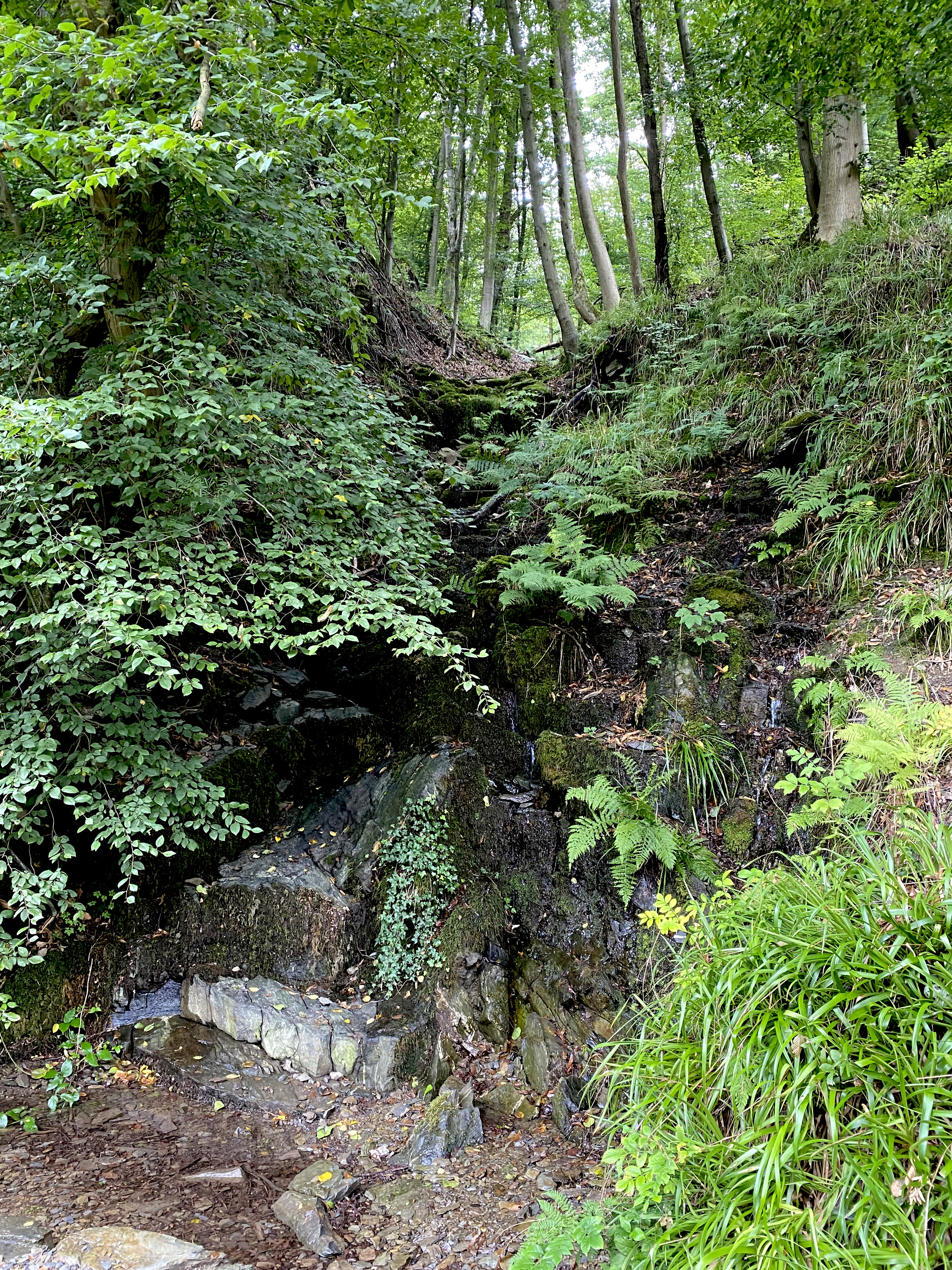
Küppelsteiner Bach fließt in  Kaskaden über moosbewachsene Felsen
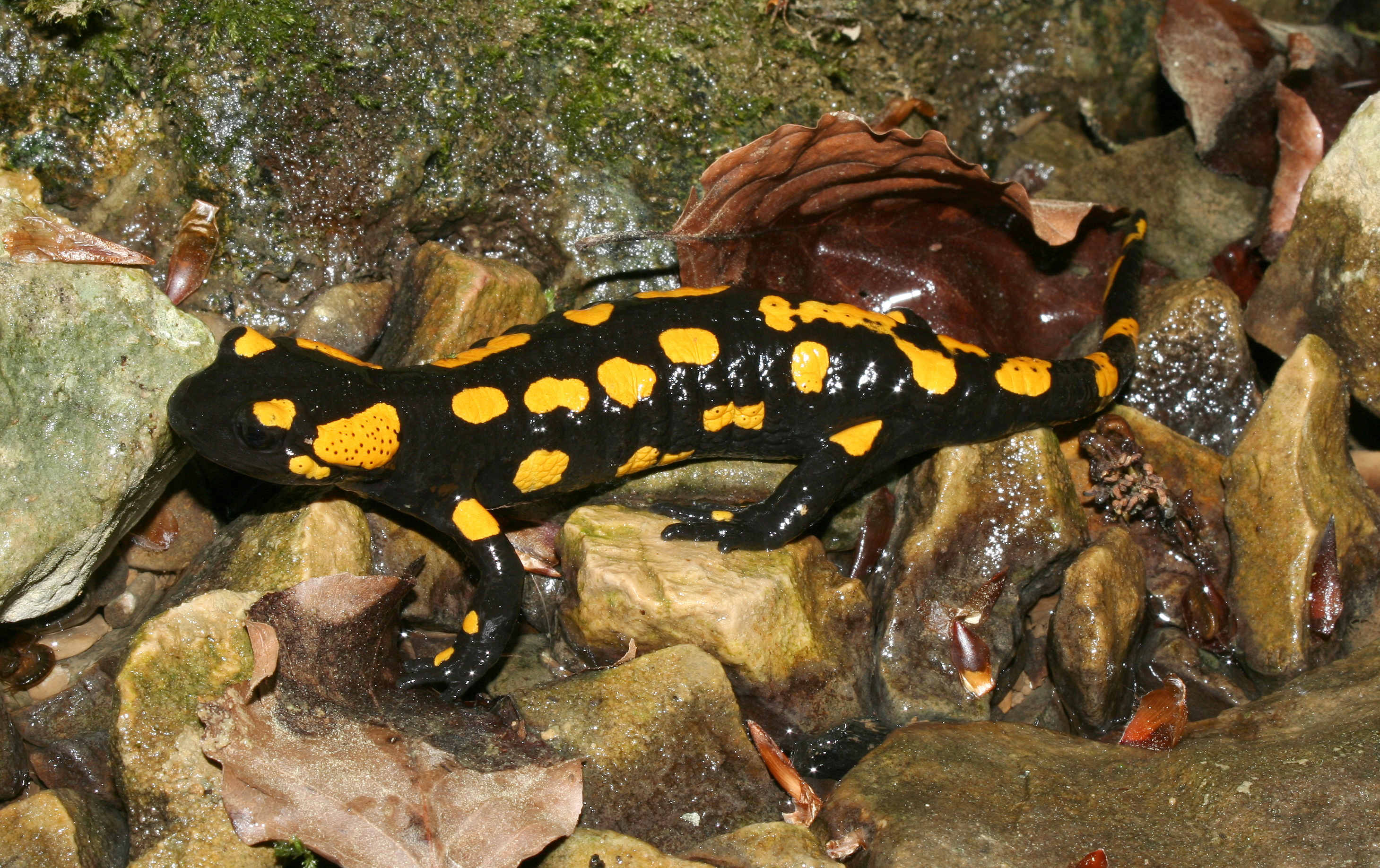
Feuersalamander (Salamandra salamandra)
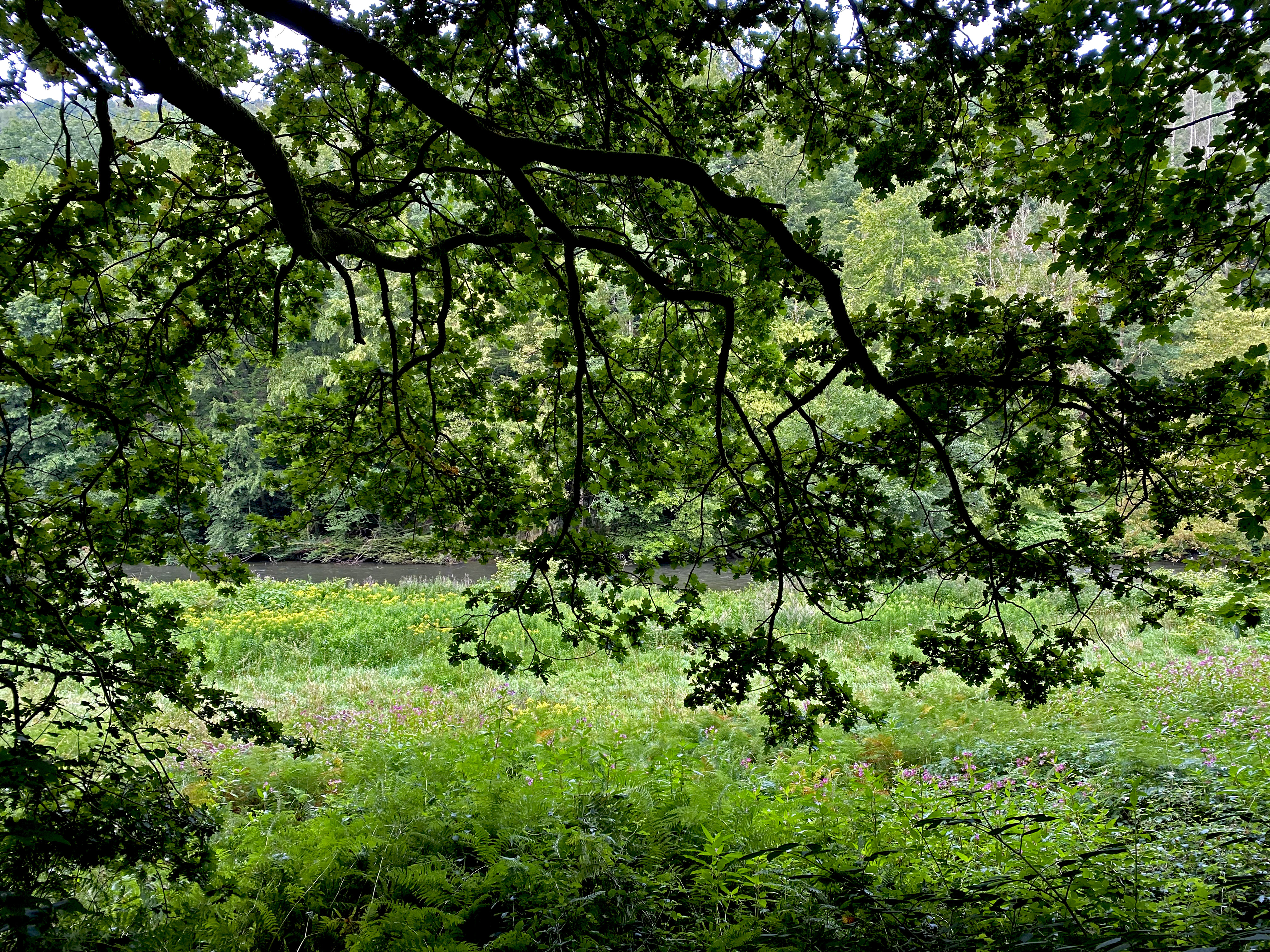
Hochstaudenflur am Wupperufer
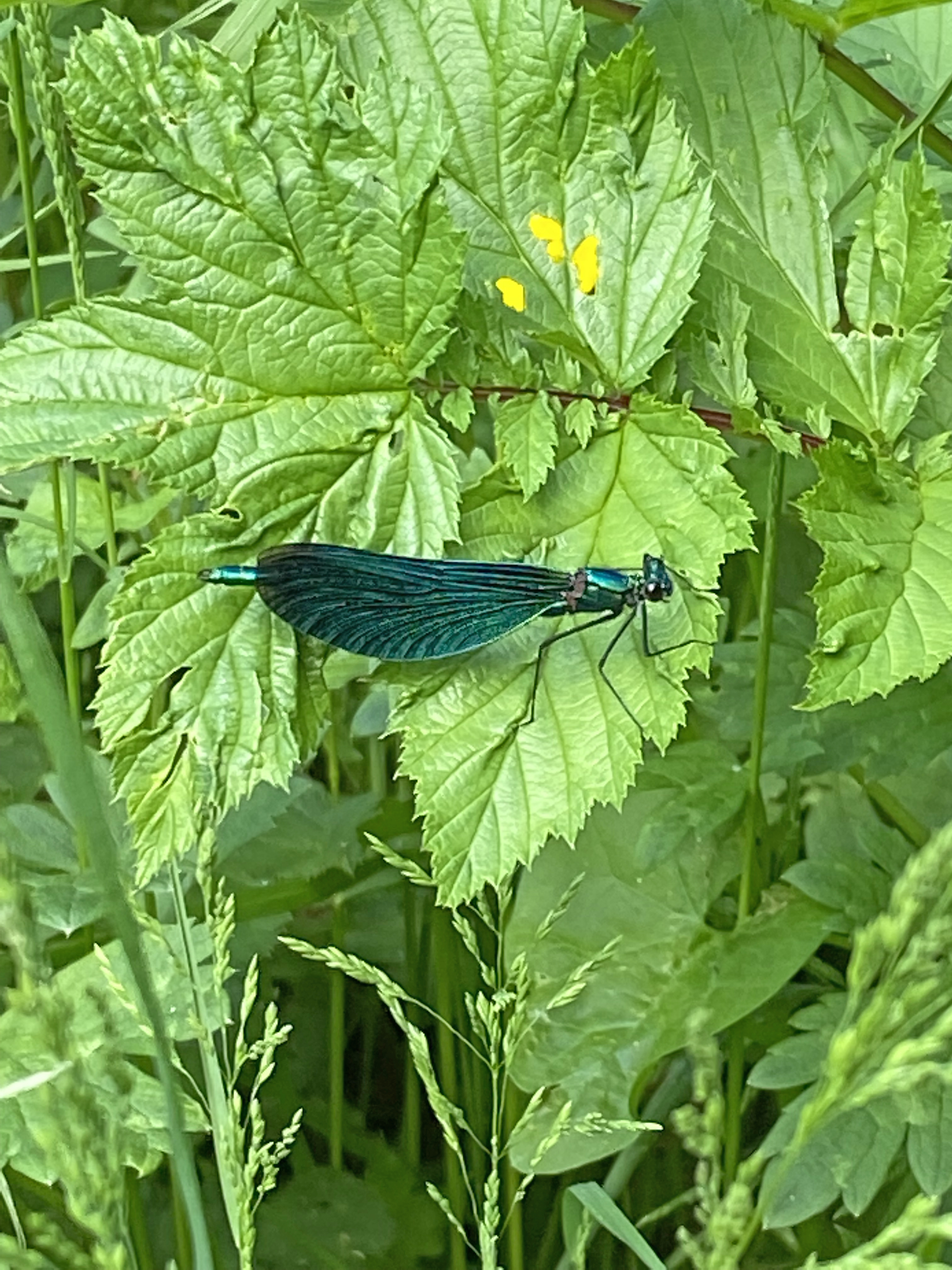
Blauflügel-Prachtlibelle (Calopteryx virgo)
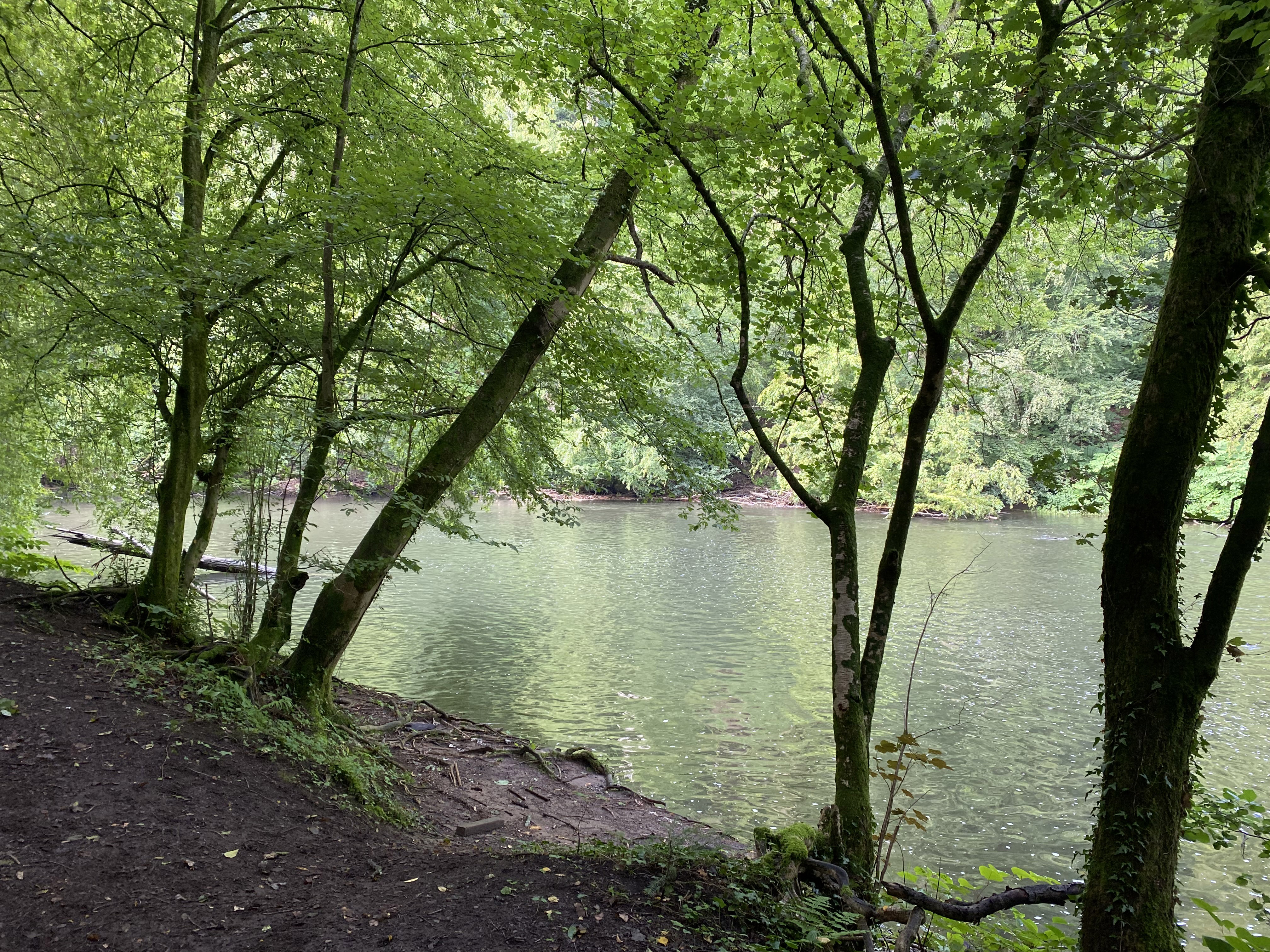
Wupperabschnitt mit geringer Fließdynamik
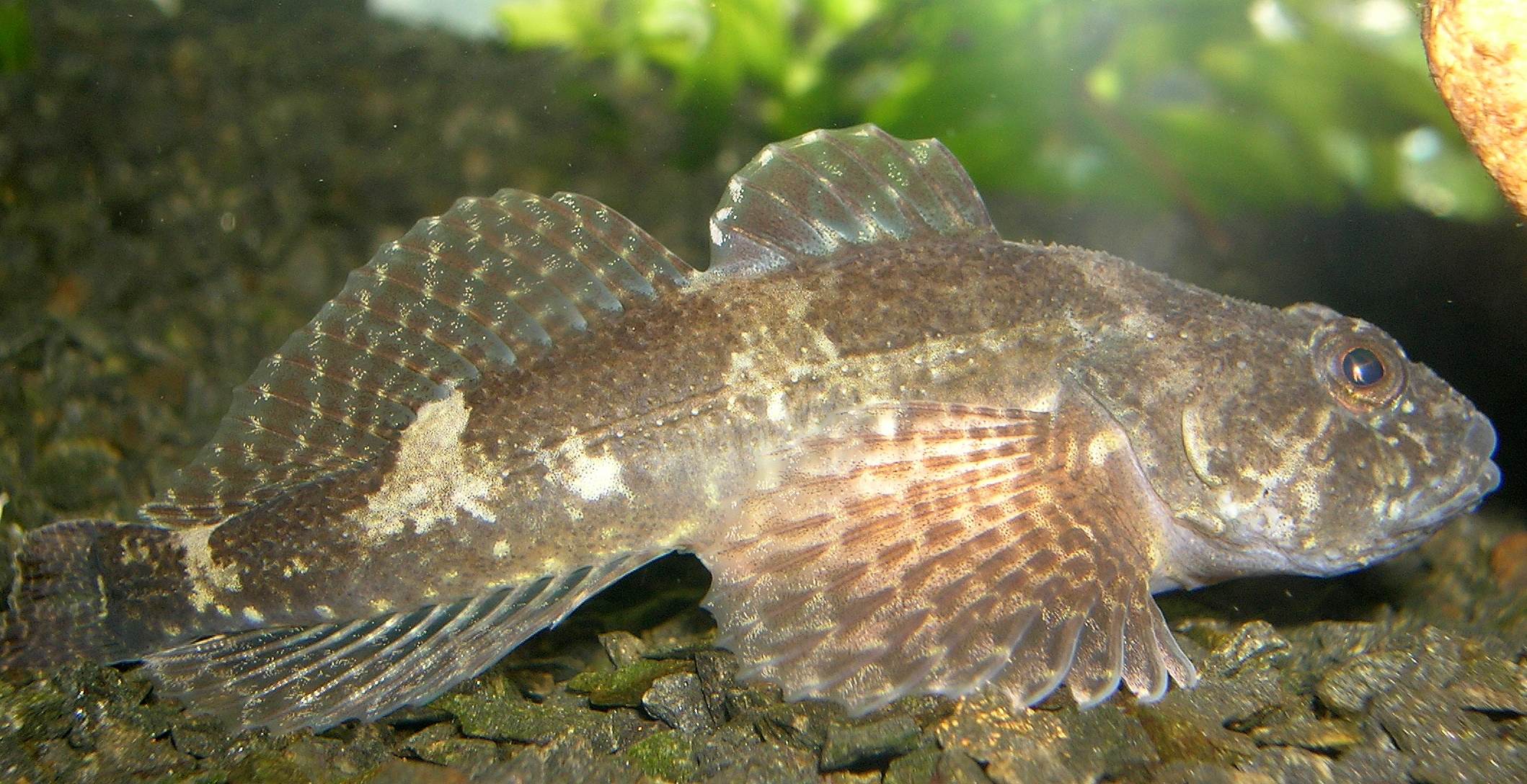
Groppe (Cottus gobio)
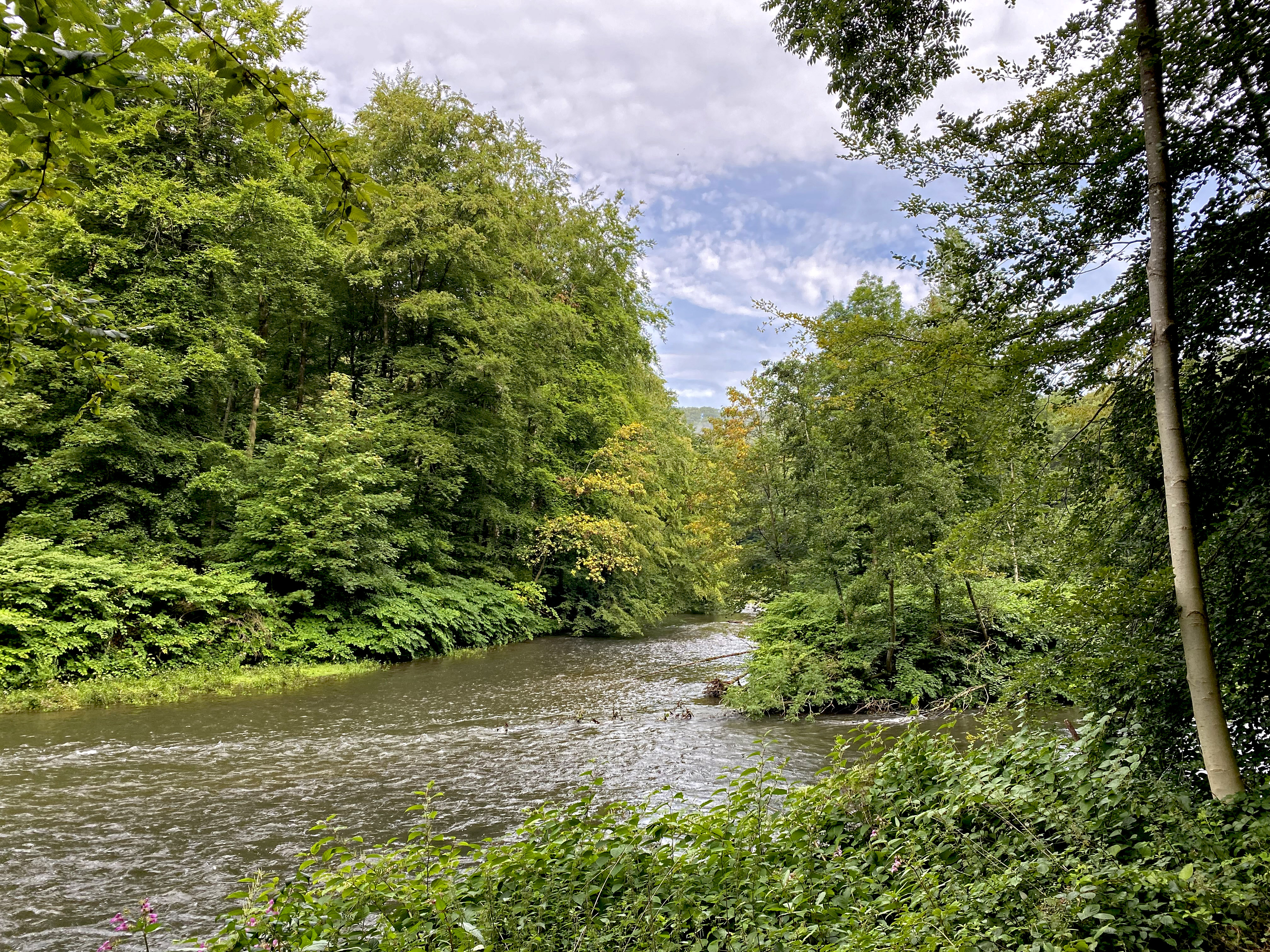
Wupperinsel
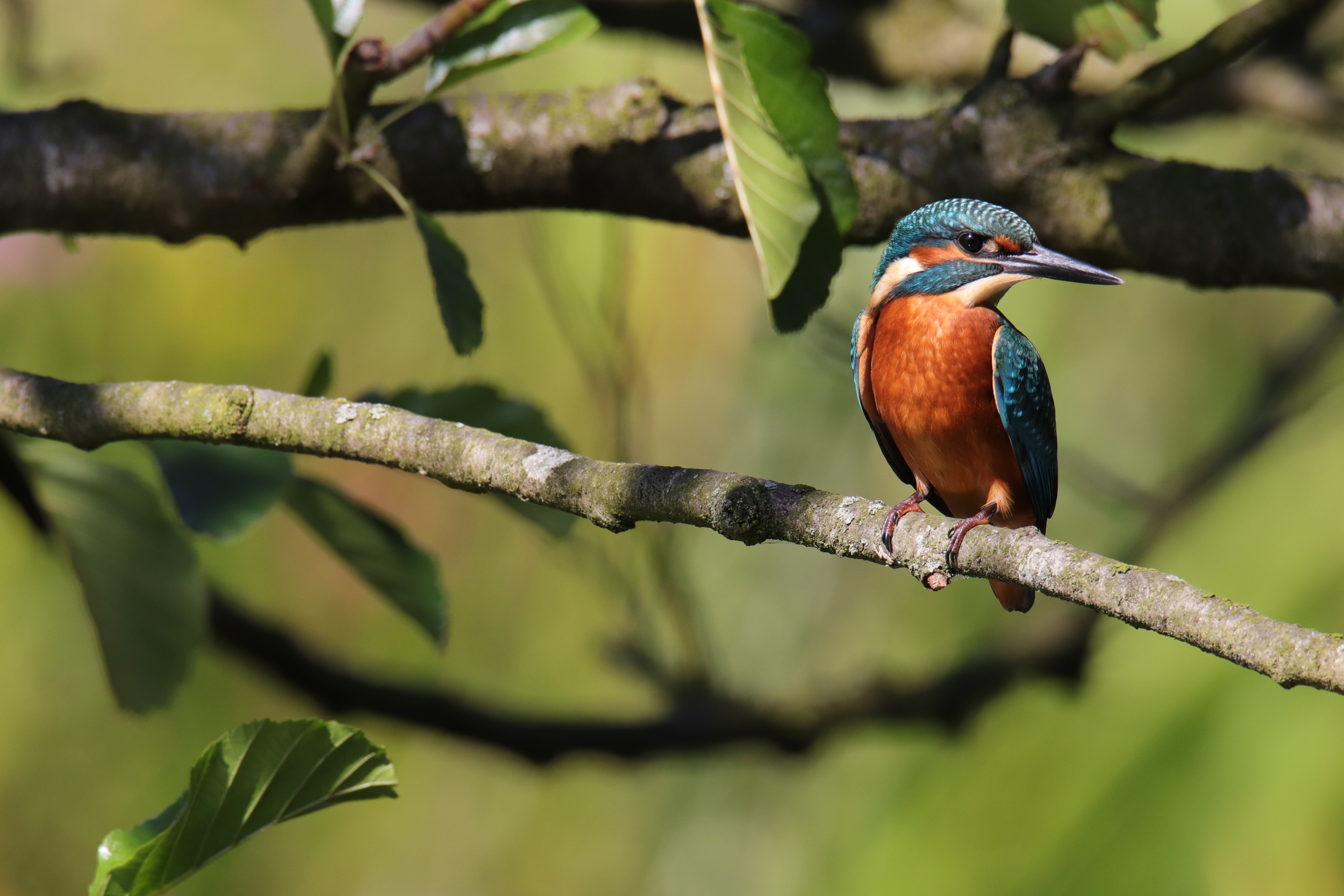
Eisvogel (Alcedo atthis)
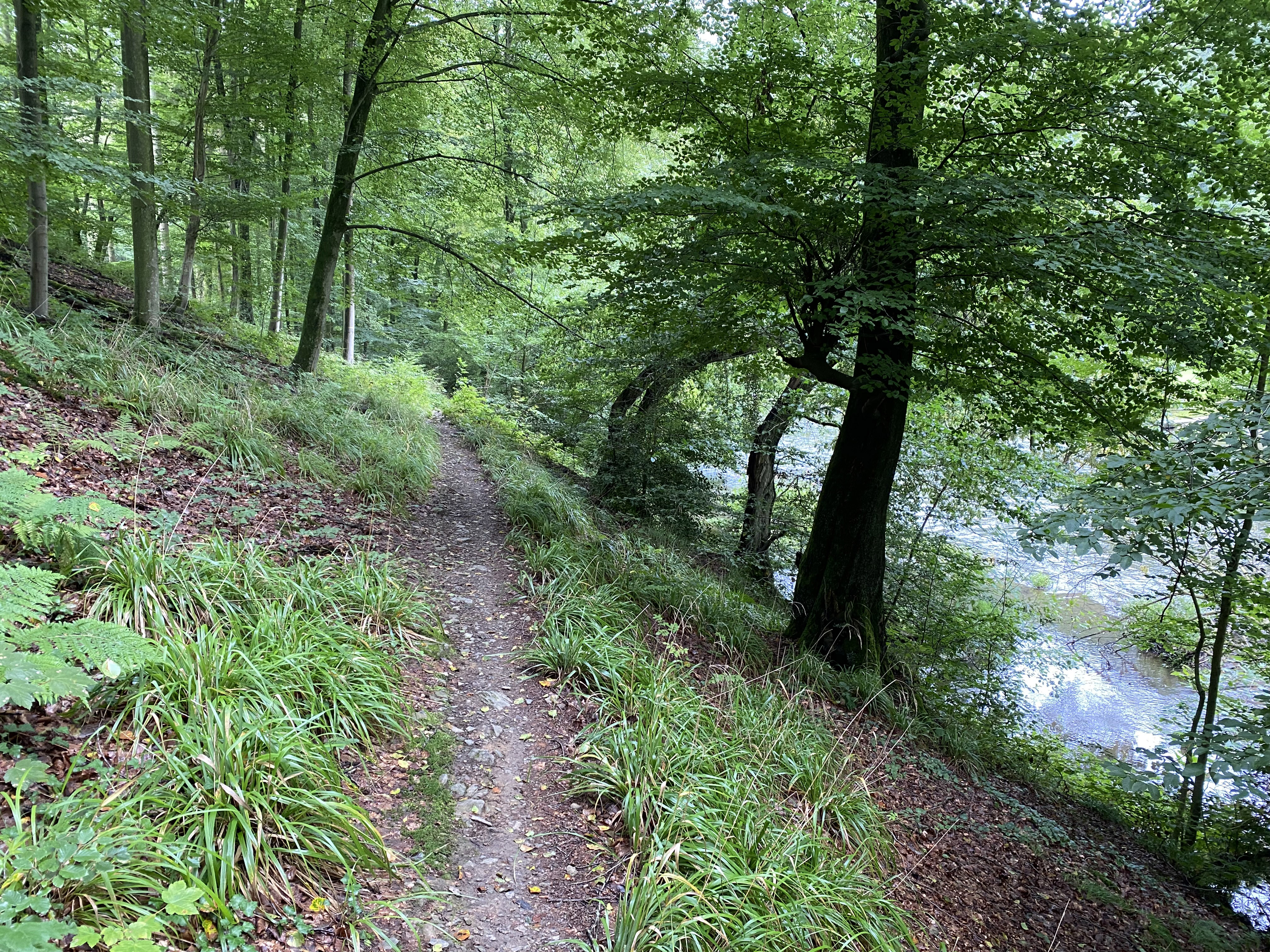
Hainsimsen-Buchenwald – seltener, wertvoller Lebensraumtyp von überregionaler Bedeutung
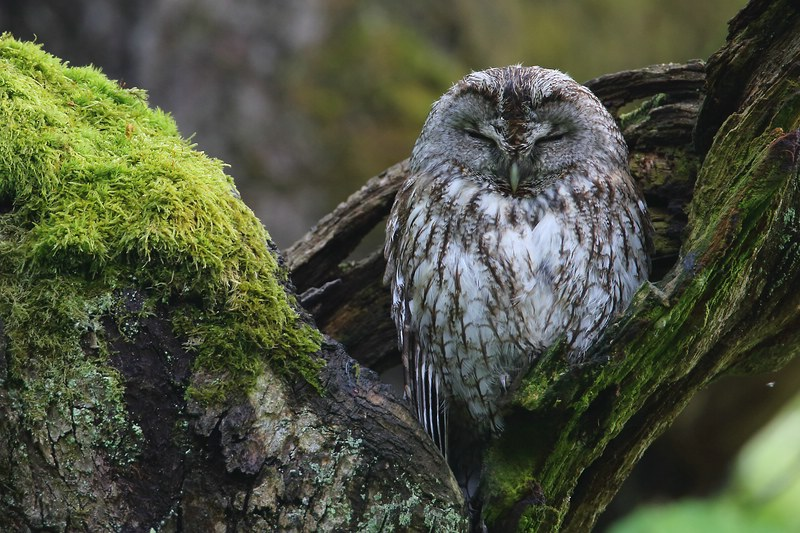
Waldkauz (Strix aluco)
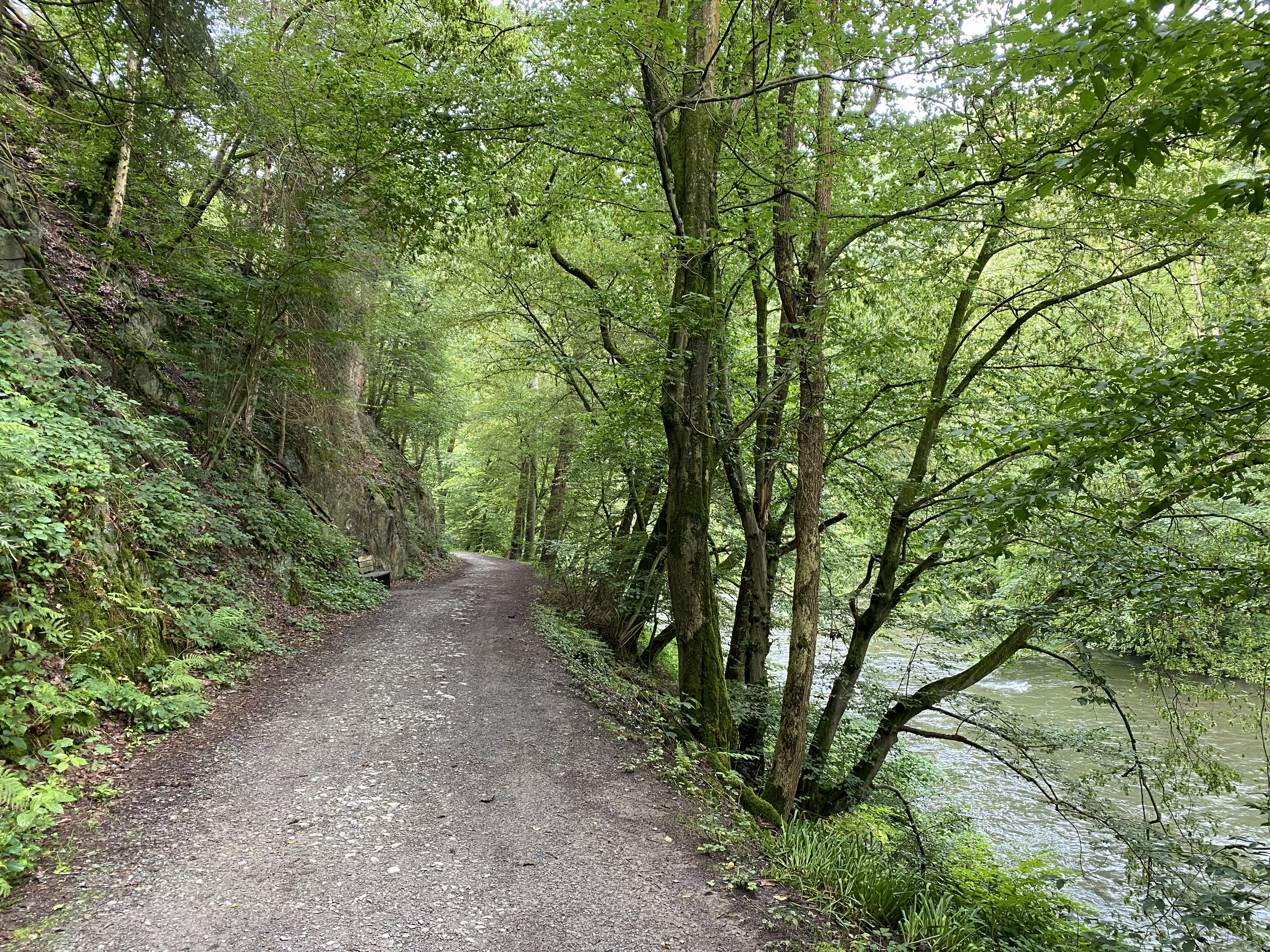
Wanderweg am Fuß des felsigen Steilhanges entlang der Wupper